# Территориальная прелатура Сан-Фелиса
Территориальная прелатура Сан-Фелиса (лат. Praelatura Territorialis Sancti Felicis) — территориальная прелатура Римско-католической церкви c центром в городе Сан-Фелис-ду-Арагуая, Бразилия. Территориальная прелатура Сан-Фелиса входит в митрополию Куябы. Кафедральным собором территориальной прелатуры Сан-Фелиса является собор Успения Пресвятой Девы Марии.

## История
13 мая 1969 года Римский папа Павел VI издал буллу Ut comodius, которой учредил территориальную прелатуру Сан-Фелиса, выделив её из территориальных прелатур Кристаландии, Режистру-ду-Арагуая (сегодня — Епархия Гиратинги) и Сантиссима-Консейсан-ду-Арагуая (сегодня — Епархия Марабы).

## Ординарии территориальной прелатуры
- епископ Pedro Casaldáliga Plá (27.04.1970 — 2.02.2005);
- епископ Леонардо Ульрич Стайнер (2.02.2005 — 21.09.2011) — назначен вспомогательным епископом Бразилиа;
- епископ Adriano Ciocca Vasino (21.03.2012 — 13.03.2024).
- епископ Лучо Николетто (13.03.2024 — по настоящее время).

## Источник
- Annuario Pontificio, Ватикан, 2007